# Qeqertalik
Qeqertalik (grónsky Kommune Qeqertalik, doslova znamená "místo, kde jsou ostrovy") je kraj v Grónsku. Vznikl 1. ledna 2018 zánikem kraje Qaasuitsup a jeho rozdělením na kraje Avannaata a Qeqertalik. Tento kraj zahrnuje území bývalých obcí Aasiaat, Kangaatsiaq, Qasigiannguit, Qeqertarsuaq a Vaigat a území bývalého kraje Kitaa. Hlavním městem je Aasiaat, další města jsou Qasigiannguit, Qeqertarsuaq a Kangaatsiaq. Kraj má rozlohu asi 62 400 km2, což jej činí po Kujallequ druhým nejmenším krajem v Grónsku, a celkem 6 473 obyvatel.

## Města a osady v Qeqertaliku
1. Aasiaat (3010 obyvatel)
2. Qasigiannguit (1133 obyvatel)
3. Qeqertarsuaq (883 obyvatel)
4. Kangaatsiaq (540 obyvatel)
5. Niaqornaarsuk (293 obyvatel)
6. Attu (200 obyvatel)
7. Saattut (234 obyvatel)
8. Ikerasaarsuk (112 obyvatel)
9. Akunnaaq (82 obyvatel)
10. Iginniarfik (79 obyvatel)
11. Ikamiut (66 obyvatel)
12. Kitsissuarsuit (53 obyvatel)
13. Kangerluk (22 obyvatel)